# Donos Disto Tudo
Donos Disto Tudo foi uma série de televisão portuguesa de humor apresentada por Ana Bola, Eduardo Madeira, Gabriela Barros, Joaquim Monchique, Manuel Marques e Pedro Luzindro. A série estreou a 17 de outubro de 2015, na RTP1, e concluiu a transmissão a 31 de dezembro de 2018.
O nome do programa, Donos Disto Tudo, teve origem na alcunha dada a Ricardo Salgado de "O Dono Disto Tudo".

## Formato
Neste programa, que pode ser considerado como o sucessor natural do Estado de Graça, devido aos seus elencos e conteúdos semelhantes, e que, tal como o anterior, tem como inspiração programas como o Saturday Night Live, são analisado e e comentados, com humor e sátira, os principais temas da atualidade. Neste programa é ainda recriado e parodiado os principais temas da semana, sempre com a ajuda de um convidado especial. A série é produzida pela Valentim de Carvalho.
A partir do episódio transmitido no dia 21 de janeiro de 2017, Joaquim Monchique deixou de ser parte do elenco fixo, tendo sido substituído por Heitor Lourenço. Posteriormente, e após alguns aparecimentos esporádicos, Joaquim Monchique regressa ao programa, ditando a saída de Heitor Lourenço.
Ainda em 2017, Ana Bola também anuncia a saída do programa. Alguns meses depois, regressa de novo à série.
Em 2018, Joana Pais de Brito saiu do elenco e entrou para o seu lugar Gabriela Barros. Ao mesmo tempo, Pedro Luzindro, convidado recorrente, foi anunciado como parte do elenco fixo.

## Elenco
- Ana Bola
- Eduardo Madeira
- Gabriela Barros
- Joaquim Monchique
- Manuel Marques
- Pedro Luzindro

### Membros anteriores
- Heitor Lourenço
- Joana Pais de Brito

### Convidados
- Afonso Lagarto
- Ana Brito e Cunha
- Ana Bustorff
- Anabela Teixeira
- André Nunes
- António Machado
- António Raminhos
- Aurea
- Benedita Pereira
- Carla Vasconcelos
- Catarina Guerreiro
- Cláudia Semedo
- Cleia Almeida
- Custódia Gallego
- Débora Monteiro
- Eurico Lopes
- Fernando Pires
- Filipe Vargas
- Heitor Lourenço
- Helena Isabel
- Herman José
- Isabel Abreu
- João Cabral
- João Didelet
- João Jesus
- João Lagarto
- João Maria Pinto
- Joaquim Nicolau
- Jorge Mourato
- José Pedro Gomes
- José Raposo
- Julie Sergeant
- Júlio Isidro
- Lídia Franco
- Luís Aleluia
- Luísa Cruz
- Margarida Cardeal
- Maria Henrique
- Maria João Abreu
- Maria Rueff
- Marina Albuquerque
- Marisa Liz
- Martinho Silva
- Matilde Breyner
- Miguel Costa
- Mina Andala
- Paulo Pinto
- Pedro Diogo
- Pedro Lacerda
- Pedro Luzindro
- Rita Lello
- Rui Mendes
- Rui Unas
- Sandra Santos
- São José Lapa
- Simone de Oliveira
- Susana Blazer
- Tónan Quito
- Victor de Sousa

## Principais imitações

### Ana Bola
- Ágata
- Alexandra Solnado
- Angela Merkel
- Betty Grafstein
- Hillary Clinton
- Isabel II
- José Cid
- Maria Cavaco Silva
- Maria José Valério
- Milionária de Marco de Canaveses
- Lili Caneças
- Super Heroína que dá com um pano encharcado a quem está mesmo a pedi-las
- Theresa May

### Eduardo Madeira
- António Lobo Antunes
- António Costa
- Dolores Aveiro
- Donald Trump
- Fernando Mendes
- Isaltino Morais
- João Araújo (advogado de José Sócrates)
- Jorge Jesus
- Júlia Pinheiro
- Kim Jong-un
- Ljubomir Stanisic
- Luís Filipe Vieira
- Lula da Silva
- Marcelo Rebelo de Sousa
- Mãe de Bernardina
- Maria Vieira
- Miguel Esteves Cardoso
- Nuno Markl
- Passos Coelho
- Rodrigo Guedes de Carvalho
- Quim Barreiros
- Quintino Aires
- Salvador Sobral
- Vladimir Putin

### Joaquim Monchique
- A Vizinha do Porto
- Bruno de Carvalho
- Dilma Rousseff
- Fernando Haddad
- Fernando Santos
- Hernâni Carvalho
- José Castelo Branco
- Maria Leal
- Maria Helena Martins
- Marisa Matias
- Ricardo Salgado
- Rúben Rua
- Rui Vitória

### Manuel Marques
- Ana Galvão
- António Guterres
- Anselmo Ralph
- Cavaco Silva
- Cláudio Ramos
- Cristiano Ronaldo
- Daniel Oliveira
- Filomena Cautela
- Gustavo Santos
- Jair Bolsonaro
- Jerónimo de Sousa
- Joaquim Horta
- José Sócrates
- Justin Bieber
- Luísa Sobral
- Luís de Matos
- Manuel Luís Goucha
- Manuela Moura Guedes
- Mário Centeno
- Mariana Mortágua
- Maya
- Michel Temer
- Paulo Portas
- Pedro Teixeira
- Pinto da Costa
- Rui Rio
- Pedro Santana Lopes

### Gabriela Barros
- Isabel Stilwell
- Clara de Sousa
- Sofia Pinto Coelho

### Joana Pais de Brito
- Ana Malhoa
- Assunção Cristas
- Catarina Furtado
- Catarina Martins
- Carolina Patrocínio
- Conceição Lino
- Cristina Ferreira
- Fátima Lopes
- Fanny
- Georgina Rodríguez
- Ivanka Trump
- Isabel Silva
- Joana Latino
- Luciana Abreu
- Madonna
- Rita Ferro Rodrigues
- Rita Pereira
- Sandra Felgueiras
- Sílvia Alberto
- Tânia Ribas de Oliveira

### Paródias
- Top On Love - Love on Top
- A Venda Nas Cartas - A Vida Nas Cartas - O Dilema
- Flash! É a Vida - Flash! Vidas
- Peso Pesado Puberdade - Peso Pesado Teen
- E Se Fosse Com Vocemessê?/E se fosse com o Passos Coelho? - E Se Fosse Consigo?
- A Tarde É Minha - A Tarde É Sua
- Acalma-te Se Puderes - Apanha Se Puderes
- MasterKid - MasterChef Júnior
- Os Banais - Os Extraordinários
- Agora Sim - Agora Nós
- Quinta às 2/Sábado Mais ou Menos às 10 - Sexta às 9
- Ferida Aberta, com Hernâni Carvalho - Linha Aberta, com Hernâni Carvalho
- Príncipes do Poucachinho - Príncipes do Nada
- Pesadelo nos Santos Populares/Suores Frios na Cozinha - Pesadelo na Cozinha
- Famazinho Show - Fama Show
- Basicamente Fanny - Simplesmente Fanny (rubrica do Juntos à Tarde)
- Inconcebível - Luís de Matos - Impossível
- Querido, Mudei a Madonna - Querido, Mudei a Casa!
- O Preso Certo/O Orçamento Certo - O Preço Certo
- Alta Indefinição/Alta Sofreguidão - Alta Definição
- A melhor torrada - Best Bakery - A Melhor Pastelaria de Portugal
- Natal do Centro de Saúde - Natal dos Hospitais
- As Girls - Os Boys
- Lago dos Cações - Shark Tank
- Fora - Dentro
- A vida secreta das nossas bichas - A Vida Secreta dos Nossos Bichos
- The Boys Portugal - The Voice Portugal
- Jogos Com Fronteiras - Jogos sem Fronteiras
- Conta-me como será - Conta-me Como Foi
- A Única Novela - A Única Mulher
- Terapias - Terapia
- Festival Rock in Riacho - Festival Rock in Rio
- Passadeira Encarnada - Passadeira Vermelha
- Vidas Penduradas - Vidas Suspensas
- Mirtilos com Stevia - Morangos com Açúcar
- Casados às Três Pancadas - Casados À Primeira Vista

## Temporadas
| Temporada | Temporada | Episódios | Episódios | Originalmente exibido | Originalmente exibido  |
| Temporada | Temporada | Episódios | Episódios | Estreia da temporada  | Final da temporada     |
| --------- | --------- | --------- | --------- | --------------------- | ---------------------- |
|           | 1         | 40        | 40        | 17 de outubro de 2015 | 23 de julho de 2016    |
|           | 2         | 41        | 41        | 3 de setembro de 2016 | 15 de julho de 2017    |
|           | 3         | 20        | 20        | 2 de setembro de 2017 | 13 de janeiro de 2018  |
|           | 4         | 39        | 39        | 20 de janeiro de 2018 | 31 de dezembro de 2018 |

## Episódios

### 1.ª Temporada
| #  | ## | Convidados                  | Exibição em Portugal    | Audiência    | Audiência | Audiência |
| #  | ## | Convidados                  | Exibição em Portugal    | Espectadores | Share     | Rating    |
| -- | -- | --------------------------- | ----------------------- | ------------ | --------- | --------- |
| 1  | 1  | José Pedro Gomes            | 17 de outubro de 2015   | 399 000      | 8,8%      | 4,2%      |
| 2  | 2  | Maria João Abreu            | 24 de outubro de 2015   | 399 000      | 9,1%      | 4,2%      |
| 3  | 3  | Heitor Lourenço             | 31 de outubro de 2015   | 304 000      | 7,4%      | 3,2%      |
| 4  | 4  | Rita Lello                  | 7 de novembro de 2015   | 408 500      | 9,8%      | 4,3%      |
| 5  | 5  | Isabel Abreu                | 14 de novembro de 2015  | 342 000      | 7,9%      | 3,6%      |
| 6  | 6  | Pedro Diogo                 | 21 de novembro de 2015  | 342 000      | 8,1%      | 3,6%      |
| 7  | 7  | São José Lapa               | 28 de novembro de 2015  | 446 500      | 10,2%     | 4,7%      |
| 8  | 8  | André Nunes                 | 5 de dezembro de 2015   | 456 000      | 10,6%     | 4,8%      |
| 9  | 9  | Paulo Pinto                 | 12 de dezembro de 2015  | 380 000      | 9%        | 4%        |
| 10 | 10 | Mina Andala                 | 19 de dezembro de 2015  | 380 000      | 8,9%      | 4%        |
| 11 | 11 | Maria Rueff                 | 26 de dezembro de 2015  | 484 500      | 10,6%     | 5,1%      |
| 12 | 12 | Herman José                 | 2 de janeiro de 2016    | 370 500      | 8,1%      | 3,9%      |
| 13 | 13 | —                           | 9 de janeiro de 2016    | 513 000      | 10,9%     | 5,4%      |
| 14 | 14 | Luís Aleluia                | 16 de janeiro de 2016   | 427 500      | 9,3%      | 4,5%      |
| 15 | 15 | Julie Sergeant              | 23 de janeiro de 2016   | 513 000      | 11,3%     | 5,4%      |
| 16 | 16 | Victor de Sousa             | 30 de janeiro de 2016   | 484 500      | 10,6%     | 5,1%      |
| 17 | 17 | Gabriela Barros             | 6 de fevereiro de 2016  | 408 500      | 8,8%      | 4,3%      |
| 18 | 18 | Jorge Mourato               | 13 de fevereiro de 2016 | 475 000      | 9,8%      | 5%        |
| 19 | 19 | Custódia Gallego            | 20 de fevereiro de 2016 | 484 500      | 10,5%     | 5,1%      |
| 20 | 20 | Rui Unas                    | 27 de fevereiro de 2016 | 446 500      | 9,8%      | 4,7%      |
| 21 | 21 | Ana Brito e Cunha           | 5 de março de 2016      | 380 000      | 8,5%      | 4%        |
| 22 | 22 | Carla Vasconcelos           | 12 de março de 2016     | 389 500      | 8,9%      | 4,1%      |
| 23 | 23 | Afonso Lagarto João Lagarto | 19 de março de 2016     | 323 000      | 8,8%      | 3,4%      |
| 24 | 24 | João Cabral                 | 26 de março de 2016     | 399 000      | 11%       | 4,2%      |
| 25 | 25 | Maria Henrique              | 2 de abril de 2016      | 351 500      | 8,8%      | 3,7%      |
| 26 | 26 | Joaquim Nicolau             | 9 de abril de 2016      | 342 000      | 8,7%      | 3,6%      |
| 27 | 27 | Marina Albuquerque          | 16 de abril de 2016     | 513 000      | 13,4%     | 5,4%      |
| 28 | 28 | Júlio Isidro                | 23 de abril de 2016     | 342 000      | 10,1%     | 3,6%      |
| 29 | 29 | João Didelet                | 30 de abril de 2016     | 418 000      | 11,3%     | 4,4%      |
| 30 | 30 | Matilde Breyner             | 7 de maio de 2016       | 513 000      | 11,1%     | 5,4%      |
| 31 | 31 | Fernando Pires              | 21 de maio de 2016      | 465 500      | 13%       | 4,9%      |
| 32 | 32 | Anabela Teixeira            | 28 de maio de 2016      | 494 000      | 14,1%     | 5,2%      |
| 33 | 33 | Cláudia Semedo              | 4 de junho de 2016      | 399 000      | 12,5%     | 4,2%      |
| 34 | 34 | José Raposo                 | 11 de junho de 2016     | 294 500      | 9,4%      | 3,1%      |
| 35 | 35 | João Maria Pinto            | 18 de junho de 2016     | 437 000      | 13,2%     | 4,6%      |
| 36 | 36 | Sandra Santos               | 25 de junho de 2016     | 380 000      | 14%       | 4%        |
| 37 | 37 | Pedro Lacerda               | 2 de julho de 2016      | 190 000      | 8,5%      | 2%        |
| 38 | 38 | Benedita Pereira            | 9 de julho de 2016      | 437 000      | 11,9%     | 4,6%      |
| 39 | 39 | Lídia Franco                | 16 de julho de 2016     | 408 500      | 13,4%     | 4,3%      |
| 40 | 40 | Martinho Silva              | 23 de julho de 2016     | 389 500      | 13,4%     | 4,1%      |

### 2.ª Temporada
| #  | ## | Convidados                       | Exibição em Portugal    | Audiência    | Audiência | Audiência |
| #  | ## | Convidados                       | Exibição em Portugal    | Espectadores | Share     | Rating    |
| -- | -- | -------------------------------- | ----------------------- | ------------ | --------- | --------- |
| 1  | 41 | Débora Monteiro                  | 3 de setembro de 2016   | 285 000      | 7,7%      | 3%        |
| 2  | 42 | Rui Mendes                       | 10 de setembro de 2016  | 342 000      | 9%        | 3,6%      |
| 3  | 43 | Cleia Almeida                    | 17 de setembro de 2016  | 342 000      | 9,7%      | 3,6%      |
| 4  | 44 | Eurico Lopes                     | 24 de setembro de 2016  | 266 000      | 6,7%      | 2,8%      |
| 5  | 45 | Simone de Oliveira               | 1 de outubro de 2016    | 313 500      | 8,5%      | 3,3%      |
| 6  | 46 | António Machado                  | 8 de outubro de 2016    | 389 500      | 11,3%     | 4,1%      |
| 7  | 47 | Luísa Cruz                       | 15 de outubro de 2016   | 389 500      | 10,4%     | 4,1%      |
| 8  | 48 | João Jesus                       | 22 de outubro de 2016   | 370 500      | 9%        | 3,9%      |
| 9  | 49 | Susana Blazer                    | 29 de outubro de 2016   | 437 000      | 11,8%     | 4,6%      |
| 10 | 50 | Ana Bustorff                     | 5 de novembro de 2016   | 399 000      | 10,6%     | 4,2%      |
| 11 | 51 | António Raminhos                 | 12 de novembro de 2016  | 285 000      | 8%        | 3%        |
| 12 | 52 | Tónan Quito                      | 19 de novembro de 2016  | 342 000      | 9,4%      | 3,6%      |
| 13 | 53 | Helena Isabel                    | 26 de novembro de 2016  | 275 500      | 8,1%      | 2,9%      |
| 14 | 54 | Filipe Vargas                    | 3 de dezembro de 2016   | 209 000      | 5,5%      | 2,2%      |
| 15 | 55 | Margarida Cardeal                | 10 de dezembro de 2016  | 313 500      | 8,9%      | 3,3%      |
| 16 | 56 | Miguel Costa                     | 17 de dezembro de 2016  | 370 500      | 10,6%     | 3,9%      |
| 17 | 57 | Aurea Marisa Liz                 | 24 de dezembro de 2016  | 446 500      | 14,9%     | 4,7%      |
| 18 | 58 | Heitor Lourenço                  | 14 de janeiro de 2017   | 285 000      | 7,1%      | 3%        |
| 19 | 59 | Pedro Luzindro                   | 21 de janeiro de 2017   | 323 000      | 8%        | 3,4%      |
| 20 | 60 | Pedro Luzindro                   | 28 de janeiro de 2017   | 361 000      | 9,2%      | 3,8%      |
| 21 | 61 | António Raminhos                 | 4 de fevereiro de 2017  | 294 500      | 7,8%      | 3,1%      |
| 22 | 62 | António Raminhos                 | 11 de fevereiro de 2017 | 351 500      | 9,2%      | 3,7%      |
| 23 | 63 | António Raminhos                 | 18 de fevereiro de 2017 | 332 500      | 8,8%      | 3,5%      |
| 24 | 64 | António Raminhos                 | 25 de fevereiro de 2017 | 370 500      | 12,6%     | 3,9%      |
| 25 | 65 | Ana Bustorff                     | 4 de março de 2017      | 342 000      | 8,4%      | 3,6%      |
| 26 | 66 | Ana Bustorff António Raminhos    | 11 de março de 2017     | 342 000      | 8,7%      | 3,6%      |
| 27 | 67 | Ana Bustorff António Raminhos    | 18 de março de 2017     | 342 000      | 8,8%      | 3,6%      |
| 28 | 68 | Ana Bustorff António Raminhos    | 25 de março de 2017     | 380 000      | 11,1%     | 4%        |
| 29 | 69 | Matilde Breyner Pedro Luzindro   | 1 de abril de 2017      | 275 500      | 6,8%      | 2,9%      |
| 30 | 70 | Matilde Breyner Pedro Luzindro   | 8 de abril de 2017      | 370 500      | 9,7%      | 3,9%      |
| 31 | 71 | Matilde Breyner Pedro Luzindro   | 15 de abril de 2017     | 342 000      | 8,8%      | 3,6%      |
| 32 | 72 | Matilde Breyner Pedro Luzindro   | 22 de abril de 2017     | 247 000      | 6,1%      | 2,6%      |
| 33 | 73 | Matilde Breyner Pedro Luzindro   | 29 de abril de 2017     | 313 500      | 8,2%      | 3,3%      |
| 34 | 74 | Benedita Pereira Pedro Luzindro  | 6 de maio de 2017       | 313 500      | 8,6%      | 3,3%      |
| 35 | 75 | Benedita Pereira Pedro Luzindro  | 20 de maio de 2017      | 370 500      | 10,3%     | 3,9%      |
| 36 | 76 | Carla Vasconcelos Pedro Luzindro | 3 de junho de 2017      | 579 500      | 14,7%     | 6,1%      |
| 37 | 77 | Carla Vasconcelos Pedro Luzindro | 10 de junho de 2017     | 380 000      | 11,3%     | 4%        |
| 38 | 78 | Carla Vasconcelos Pedro Luzindro | 17 de junho de 2017     | 304 000      | 8,6%      | 3,2%      |
| 39 | 79 | Carla Vasconcelos Pedro Luzindro | 24 de junho de 2017     | 304 000      | 9%        | 3,2%      |
| 40 | 80 | Carla Vasconcelos Pedro Luzindro | 8 de julho de 2017      | 370 500      | 10,2%     | 3,9%      |
| 41 | 81 | Carla Vasconcelos Pedro Luzindro | 15 de julho de 2017     | 275 500      | 8,7%      | 2,9%      |

### 3.ª Temporada
| #  | ##  | Convidados                        | Exibição em Portugal   | Audiência    | Audiência | Audiência |
| #  | ##  | Convidados                        | Exibição em Portugal   | Espectadores | Share     | Rating    |
| -- | --- | --------------------------------- | ---------------------- | ------------ | --------- | --------- |
| 1  | 82  | Pedro Luzindro                    | 2 de setembro de 2017  | 285 000      | 7,7%      | 3%        |
| 2  | 83  | Pedro Luzindro                    | 9 de setembro de 2017  | 313 500      | 8,3%      | 3,3%      |
| 3  | 84  | Pedro Luzindro                    | 16 de setembro de 2017 | 285 000      | 7,6%      | 3%        |
| 4  | 85  | Pedro Luzindro                    | 23 de setembro de 2017 | 228 000      | 6,9%      | 2,4%      |
| 5  | 86  | Pedro Luzindro                    | 30 de setembro de 2017 | 266 000      | 6,7%      | 2,8%      |
| 6  | 87  | Catarina Guerreiro Pedro Luzindro | 7 de outubro de 2017   | 304 000      | 10,1%     | 3,2%      |
| 7  | 88  | Pedro Luzindro                    | 14 de outubro de 2017  | 304 000      | 8,4%      | 3,2%      |
| 8  | 89  | Catarina Guerreiro Pedro Luzindro | 21 de outubro de 2017  | 370 500      | 9,3%      | 3,9%      |
| 9  | 90  | Pedro Luzindro                    | 28 de outubro de 2017  | 332 500      | 9,3%      | 3,5%      |
| 10 | 91  | Catarina Guerreiro Pedro Luzindro | 4 de novembro de 2017  | 380 000      | 10,5%     | 4%        |
| 11 | 92  | Pedro Luzindro                    | 11 de novembro de 2017 | 304 000      | 8%        | 3,2%      |
| 12 | 93  | Catarina Guerreiro Pedro Luzindro | 18 de novembro de 2017 | 304 000      | 8,1%      | 3,2%      |
| 13 | 94  | Pedro Luzindro                    | 25 de novembro de 2017 | 304 000      | 8,2%      | 3,2%      |
| 14 | 95  | Catarina Guerreiro Pedro Luzindro | 2 de dezembro de 2017  | 313 500      | 8,1%      | 3,3%      |
| 15 | 96  | Pedro Luzindro                    | 9 de dezembro de 2017  | 294 500      | 7,7%      | 3,1%      |
| 16 | 97  | Catarina Guerreiro Pedro Luzindro | 16 de dezembro de 2017 | 323 000      | 8,9%      | 3,4%      |
| 17 | 98  | Pedro Luzindro                    | 24 de dezembro de 2017 | 285 000      | 10,4%     | 3,0%      |
| 18 | 99  | Pedro Luzindro                    | 30 de dezembro de 2017 | 332 500      | 7,9%      | 3,5%      |
| 19 | 100 | Pedro Luzindro                    | 06 de janeiro de 2018  | 323 000      | 8,1%      | 3,4%      |
| 20 | 101 | Pedro Luzindro                    | 13 de janeiro de 2018  | 294 500      | 7,1%      | 3,1%      |

### 4.ª Temporada
| #                                          | ##  | Convidados                     | Exibição em Portugal    | Audiência    | Audiência | Audiência |
| #                                          | ##  | Convidados                     | Exibição em Portugal    | Espectadores | Share     | Rating    |
| ------------------------------------------ | --- | ------------------------------ | ----------------------- | ------------ | --------- | --------- |
| 1                                          | 102 | Pedro Luzindro                 | 20 de janeiro de 2018   | 228 000      | 5,6%      | 2,4%      |
| 2                                          | 103 | Pedro Luzindro                 | 03 de fevereiro de 2018 | 285 000      | 7,9%      | 3,0%      |
| 3                                          | 104 | Pedro Luzindro                 | 10 de fevereiro de 2018 | 323 000      | 11,9%     | 3,4%      |
| 4                                          | 105 | Pedro Luzindro                 | 17 de fevereiro de 2018 | 304 000      | 7,1%      | 3,2%      |
| 5                                          | 106 | Pedro Luzindro                 | 24 de fevereiro de 2018 | 313 500      | 8,2%      | 3,3%      |
| 6                                          | 107 | Pedro Luzindro                 | 03 de março de 2018     | 389 500      | 9,4%      | 4,1%      |
| 7                                          | 108 | Pedro Luzindro                 | 10 de março de 2018     | 342 000      | 8,5%      | 3,6%      |
| 8                                          | 109 | Pedro Luzindro                 | 17 de março de 2018     | 304 000      | 7,9%      | 3,2%      |
| 9                                          | 110 | Pedro Luzindro                 | 24 de março de 2018     | 370 500      | 9,1%      | 3,9%      |
| 10                                         | 111 | Pedro Luzindro                 | 31 de março de 2018     | 247 000      | 8,0%      | 2,6%      |
| 11                                         | 112 | Pedro Luzindro                 | 07 de abril de 2018     | 323 000      | 7,8%      | 3,4%      |
| 12                                         | 113 | Pedro Luzindro Gabriela Barros | 14 de abril de 2018     | 323 000      | 7,7%      | 3,4%      |
| 13                                         | 114 | Pedro Luzindro Gabriela Barros | 21 de abril de 2018     | 351 500      | 8,6%      | 3,7%      |
| 14                                         | 115 | Pedro Luzindro Gabriela Barros | 28 de abril de 2018     | 304 000      | 7,5%      | 3,2%      |
| 15                                         | 116 | Pedro Luzindro Gabriela Barros | 5 de maio de 2018       | 234 700      | 6%        | 2,4%      |
| 16                                         | 117 | Pedro Luzindro Gabriela Barros | 19 de maio de 2018      | ---          | ---       | ---       |
| 17                                         | 118 | Pedro Luzindro Gabriela Barros | 26 de maio de 2018      | ---          | ---       | ---       |
| 18                                         | 119 | Pedro Luzindro Gabriela Barros | 2 de junho de 2018      | ---          | ---       | ---       |
| 19                                         | 120 | Pedro Luzindro Gabriela Barros | 9 de junho de 2018      | ---          | ---       | ---       |
| 20                                         | 121 | Pedro Luzindro Gabriela Barros | 16 de junho de 2018     | ---          | ---       | ---       |
| 21                                         | 122 | Pedro Luzindro Gabriela Barros | 23 de junho de 2018     | ---          | ---       | ---       |
| 22                                         | 123 | Pedro Luzindro Gabriela Barros | 30 de junho de 2018     | ---          | ---       | ---       |
| A partir do dia 7 de julho de 2018 Best Of |     |                                |                         |              |           |           |
| 23                                         | 124 | ---                            | 8 de setembro de 2018   | ---          | ---       | ---       |
| 24                                         | 125 | ---                            | 15 de setembro de 2018  | ---          | ---       | ---       |
| 25                                         | 126 | ---                            | 22 de setembro de 2018  | ---          | ---       | ---       |
| 26                                         | 127 | ---                            | 29 de setembro de 2018  | ---          | ---       | ---       |
| 27                                         | 128 | ---                            | 6 de outubro de 2018    | ---          | ---       | ---       |
| 28                                         | 129 | ---                            | 13 de outubro de 2018   | ---          | ---       | ---       |
| 29                                         | 130 | ---                            | 20 de outubro de 2018   | ---          | ---       | ---       |
| 30                                         | 131 | ---                            | 27 de outubro de 2018   | ---          | ---       | ---       |
| 31                                         | 132 | ---                            | 3 de novembro de 2018   | ---          | ---       | ---       |
| 32                                         | 133 | ---                            | 10 de novembro de 2018  | ---          | ---       | ---       |
| 33                                         | 134 | ---                            | 17 de novembro de 2018  | ---          | ---       | ---       |
| 34                                         | 135 | ---                            | 1 de dezembro de 2018   | ---          | ---       | ---       |
| 35                                         | 136 | ---                            | 8 de dezembro de 2018   | ---          | ---       | ---       |
| 36                                         | 137 | ---                            | 15 de dezembro de 2018  | ---          | ---       | ---       |
| 37                                         | 138 | ---                            | 22 de dezembro de 2018  | ---          | ---       | ---       |
| 38                                         | 139 | ---                            | 29 de dezembro de 2018  | ---          | ---       | ---       |
| 39                                         | 140 | ---                            | 31 de dezembro de 2018  | ---          | ---       | ---       |